# Goniothalamus brevicuspis
Goniothalamus brevicuspis este o specie de plante din genul Goniothalamus, familia Annonaceae, descrisă de Friedrich Anton Wilhelm Miquel. Conform Catalogue of Life specia Goniothalamus brevicuspis nu are subspecii cunoscute.